# UFC 307
UFC 307: Pereira vs. Rountree Jr. é um próximo evento de artes marciais mistas produzido pelo Ultimate Fighting Championship que acontecerá em 5 de outubro de 2024, no  Delta Center em Salt Lake City, Utah, Estados Unidos.

## Produção
O evento marcará a quarta visita da promoção a Salt Lake City e a primeira desde o UFC 291 em julho de 2023.
Uma luta UFC Light Heavyweight Championship entre o atual campeão (também ex-UFC Middleweight Champion e ex-Glory Middleweight e Light Heavyweight Champion) Alex Pereira e Khalil Rountree Jr. serão as atrações principais do evento.
Uma luta pelo UFC Women's Bantamweight Championship entre a atual campeã Raquel Pennington e a ex-campeã (também The Ultimate Fighter: Team Rousey vs. Team Tate vencedora do peso galo) Julianna Peña deverá acontecer servir como co-evento principal.
Uma luta de peso médio entre Kevin Holland e Chris Curtis estava marcada para este evento. Porém, Curtis desistiu da luta devido a uma fratura no pé e foi substituído por Roman Dolidze.
Uma luta de meio-pesado entre o ex-desafiante interino do UFC Light Heavyweight Championship Ovince Saint Preux e o ex-LFA Light Heavyweight Champion Ryan Spann foi inicialmente agendado para UFC Fight Night: Burns vs. Brady. Porém, na semana do evento, Saint Preux desistiu da luta por motivo de doença, então a luta foi transferida para este evento.
Uma luta dos penas entre o ex-campeão dos pesos galos do UFC Aljamain Sterling e Movsar Evloev estava agendada para este evento. No entanto, Sterling se retirou da luta devido a uma lesão sofrida durante o sparring e a luta foi cancelada.  O confronto foi posteriormente reagendado para oUFC 310.
Mauricio Ruffy estava previsto para participar de uma luta dos leves neste evento, mas a organização não conseguiu encontrar um oponente para ele, e ele foi retirado do card.

## Results
1. ↑  Pelo Cinturão Meio-Pesado do UFC.
2. ↑  [a]
3. ↑  Pelo Cinturão Peso galo feminino do UFC.
4. ↑  [c]

## Bônus da noite
Os seguintes lutadores receberam bônus de $50.000.
- Luta da noite: Alex Pereira vs. Khalil Rountree Jr.
- Performance da noite: Joaquin Buckley and Ryan Spann